# Szomorlovászi
Szomorlovászi (szlovákul Koniarovce, korábban Lovasovce) község Szlovákiában, a Nyitrai kerület Nagytapolcsányi járásában. 1903-ban egyesítették Lovászit és Szomorfalut.

## Fekvése
Nyitrától 14 km-re északra, a Nyitra jobb partján.

## Története
A régészeti leletek tanúsága szerint területén már az újkőkorszakban éltek emberek, a vonaldíszes kultúra emlékeit tárták fel itt. A kora bronzkorban a hévmagyarádi kultúra, a lausitzi kultúra, később a latén kor népe élt ezen a vidéken.

### Lovászi
Lovászi települést a 11. században királyi szolgálatban álló lovászok alapították, 1264-ben "Luaz" alakban említik először. 1532-ben "Lowazy" néven szerepel. 1295-ben az esztergomi érsekség birtoka, a 15.–16. században Ghymes várának tartozéka. A 17. században a nyitrapereszlényi uradalom része. A 15. századtól részben a nyitrai püspökség és az Apponyi család birtoka. A 18. században a Zay családé. 1715-ben szőlőkertje és 8 adózó háztartása létezett. 1787-ben 26 házában 186 lakos élt. 1828-ban 37 háza és 275 lakosa volt, akik főként mezőgazdasággal foglalkoztak.
Vályi András szerint "LOVÁSZI. Elegyes falu Nyitra Várm. földes Ura G. Batthyáni Uraság, lakosai külömbfélék, fekszik Pereszlényhez, nem meszsze, határja is ollyan, mint Pereszlényé." 
Fényes Elek szerint " Lovászi (Lovaszovicz), tót falu, Nyitra vmegyében, a Nyitra mellett: 238 kath., 20 zsidó lak., s igen jó termékeny határral. F. u. többen. Ut. posta Nyitra."
Nyitra vármegye monográfiája szerint "Lovászi, a Nyitra jobb partján, a járás legdélrébb fekvő helysége, melynek magyar lakosai az idők folyamán eltótosodtak. Legutóbb a 262 lakos közt csak 51 magyart találtak. Vallásuk r. kath. Posta-, táviró- és vasúti állomása Szomorfalu. A községet két ízben tűzvész tette tönkre. Igy 1825-ben és 1894-ben. Földesura a XVI. század első felében a nyitrai püspök volt, később pedig a Tompa-család."

### Szomorfalva
Szomorfalva  1356-ban szerepel először írott forrásban "Zamard" alakban. A Szomor család birtoka volt, majd a 16. századtól a nyitrai püspökségé. Később a Tompa, Buzásy, Charada, Ghyllányi és Ordódy családoké, részben pedig az elefánti pálos kolostoré volt. 1903-ban csatolták Lovászihoz.
Vályi András szerint "SZOMORFALVA. Elegyes két falu Nyitra Várm. egygyiknek földes Ura Búzási Uraság, ez fekszik Pereszlényhez közel; másiknak földes Ura B. Splényi Úr, ez fekszik Diveknek szomszédságában, és azoknak filiáji; lakosaik katolikusok, és másfélék, földgyeik középszerűek, vagyonnyaik is." 
Fényes Elek szerint "Szomorfalva, tót falu, Nyitra vmegyében, Divék filial. 95 kath. lak. F. u. Divéky és Rudnay család. Ut. p. Privigye."
Nyitra vármegye monográfiája szerint "Szomorfalu a járás déli csúcsán, a Nyitra jobb partján, Körtvélyes és Lovászi közt, kis tót község, összesen csak 98 r. kath. lakossal. Van itt posta-, táviró- és vasúti állomás. 1356-ban „Szomord” (Zamard) néven szerepelt. A községben állami elemi iskola van. Földesurai voltak 1500 körül a Zomor család, később a Buzásy, Charada, Ghylányi és Ordódy családok. Itt a Nyitra-folyón szép és modern szerkezetű vashíd vezet át."
A trianoni békeszerződésig az egyesített település Nyitra vármegye Nagytapolcsányi járásához tartozott.

## Népessége
| Év:            | 1994. | 2004.   | 2014.   | 2024.   |
| -------------- | ----- | ------- | ------- | ------- |
| Emberek száma: | 623   | 625     | 648     | 661     |
| Eltérés:       |       | +0,32 % | +3,68 % | +2,00 % |

| Év:            | 2023. | 2024.   |
| -------------- | ----- | ------- |
| Emberek száma: | 662   | 661     |
| Eltérés:       |       | -0,15 % |

1880-ban Lovászi 235 lakosából 30 magyar és 173 szlovák anyanyelvű volt.
Szomor 99 lakosából 16 magyar és 63 szlovák anyanyelvű volt.
1890-ben Lovászi 262 lakosából 51 magyar, 19 német és 191 szlovák anyanyelvű volt. Ebből 241 római katolikus és 21 izraelita vallású volt.
Szomor 98 lakosából 39 magyar és 48 szlovák anyanyelvű volt.
1900-ban Lovászi 333 lakosából 46 magyar és 273 szlovák anyanyelvű volt.
Szomor 97 lakosából 35 magyar és 58 szlovák anyanyelvű volt.
1910-ben 481 lakosából 104 magyar és 363 szlovák anyanyelvű volt.
1921-ben 474 lakosából 20 magyar és 426 csehszlovák volt.
1930-ban 589 lakosából 7 magyar, 4 német, 10 zsidó, 563 csehszlovák és 5 állampolgárság nélküli volt. Ebből 561 római katolikus, 23 izraelita, 1-1 evangélikus és református és 3 egyéb vallású volt.
1970-ben 862 lakosából 1 magyar és 857 szlovák volt.
1980-ban 770 lakosából 3 magyar és 767 szlovák volt.
1991-ben 647 lakosa mind szlovák volt.
2001-ben 635 lakosából 1 magyar és 633 szlovák volt.
2011-ben 623 lakosából 610 szlovák.
2021-ben 647 lakosából 1 (+1) magyar, 630 szlovák, 1 cigány, (+1) ruszin, 3 egyéb és 12 ismeretlen nemzetiségű volt.

## Nevezetességei
- Barokk kastélya a 18. században épült, később átépítették.
- Klasszicista kápolnája a 19. században épült.

## Külső hivatkozások
- E-obce.sk Archiválva 2009. február 11-i dátummal a Wayback Machine-ben
- Községinfó
- Szomorlovászi Szlovákia térképén[halott link]